# 帕努科河
帕努科河是墨西哥的河流，河道全長約500公里，流域面積84,956平方公里，發源自墨西哥高原，最終注入墨西哥灣，是該國流域面積第六大的河流。

## 外部連結
- Atlas of Mexico, 1975 (https://web.archive.org/web/20111107163257/http://www.lib.utexas.edu/maps/atlas_mexico/river_basins.jpg).
- Panuco (Freshwater Ecoregions of the World)

22°16′N 97°47′W / 22.267°N 97.783°W